# منتخب ليختنشتاين تحت 19 سنة لكرة القدم
منتخب ليختنشتاين تحت 19 سنة لكرة القدم (بالألمانية: Liechtensteinische Fussballnationalmannschaft) هو ممثل ليختنشتاين الرسمي في المنافسات الدولية في كرة القدم في فئة كرة قدم للرجال تحت 19 سنة، يديريه اتحاد ليختنشتاين لكرة القدم.